# Luis Villaveces Santamaría
Luis Villaveces Santamaría (23. ledna 1890 Bogota – 5. ledna 1965, tamtéž) byl kolumbijský obchodník, výrobce hraček, fotograf a veřejný účetní.

## Životopis
Byl synem litografa Leóna Villavecese Ibáñeze a Martiny Emílie Santamaríe Ángelové. V raném věku přišel o matku, a proto ho převážně vychovávala jeho sestra María Regina. Na začátku 20. století byl spoluvlastníkem obchodu Villaveces & Vargas, který se nacházel na adrese Carrera 8a v centru Bogoty, dříve nazývané Calle de Florián. Specializoval se na pánskou módu, kterou dováželi z Anglie. Velkou část svého života také pracoval jako veřejný účetní, především pro soukromé klienty, ale také pro některé společnosti, jako je lanovka a funikulár na Monserrate.
Oženil se s Isabelou Martínez Cárdenasovou a měli čtyři děti: Luise Enriqueho, Isabelu, Blancu a Carmen Villaveces Martínez. Během dlouhého období svého života byl zdravotně postižený v důsledku špatně provedenému stomatologickému zákroku, který mu vážně poškodil levý trojklanný nerv. To způsobilo rodině velké těžkosti, které byla schopna překonat především díky podpoře jejího švagra, inženýra Ignacia Martínez Cárdenase.   Byl to také on, kdo postavil rezidenci rodiny Villaveces Martínez v městské čtvrti Quinta Camacho na severu města, která obsahovala obrovskou místnost, v němž byla zřízena továrna LUCES, specializující se na ručně vyráběné dřevěné hračky.
Jeho autorské album, které obsahuje fotografie náboženské a civilní architektury v oblasti savany Bogoty, nazvané Campanadas, bylo studováno Univerzitou Los Andes a je dostupné v jejím digitálním archiv. Těší se širokému zájmu fotografů, sociologů a kolumbijských historiků.